# Eriesthis ufipana
Eriesthis ufipana är en skalbaggsart som beskrevs av Schein 1959. Eriesthis ufipana ingår i släktet Eriesthis och familjen Melolonthidae. Inga underarter finns listade i Catalogue of Life.